# Helina elgonia
Helina elgonia este o specie de muște din genul Helina, familia Muscidae. A fost descrisă pentru prima dată de Fritz Isidore van Emden în anul 1941.
Este endemică în Kenya. Conform Catalogue of Life specia Helina elgonia nu are subspecii cunoscute.